# La Chapelle-Felcourt
La Chapelle-Felcourt è un comune francese di 66 abitanti situato nel dipartimento della Marna nella regione del Grand Est.

## Società

### Evoluzione demografica
Abitanti censiti